# 브레인 아웃
《Brain Out – 가장 어색한 게임》 또는 《브레인 아웃》(Brain Out)은 다양한 종류의 문제를 푸는 교육용 창의성 모바일 게임이다.2020년 1월 8일 기준으로 인벤에 따르면 모바일 게임 다운로드 순위 중 브레인 아웃이 최상위권으로 나열되었다. 브레인 스토밍 문제들로 구성되며 매 스테이지마다 상식을 거르는 답안으로 인기를 모았다.